# 柴田好之
柴田 好之（しばた よしゆき、11月17日 - ）は、日本の俳優、プロデューサー。劇団柴田組代表。

## 要説
1995年、劇団柴田組を立ち上げたプロデューサー担当の一人。この作品に携わっているプロデューサーなどと言った作品のほとんどの歴史が多く、柴田作品と呼ばれている。また、多くの作品にもプロデューサーを担当していた。

## 出演作
- 未来戦隊タイムレンジャー（?役（第2話）、テレビ朝日、2000年）
- ヴェニスの商人（出演兼製作、2008年）